# Pedro Pinotes
Pedro Miguel Pinotes, né le 30 septembre 1989 à Luanda, est un nageur angolais.

## Carrière
Pedro Pinotes est médaillé de bronze sur 4 × 100 mètres quatre nages aux Championnats d'Afrique de natation 2008 à Johannesbourg. Il est ensuite médaillé de bronze sur 200 mètres papillon aux Jeux africains de 2011 à Maputo.
Il participe aux Jeux olympiques de 2012 à Londres ; il est éliminé en séries du 400 mètres quatre nages. Aux Championnats d'Afrique de natation 2012 à Nairobi, il est médaillé de bronze du 1 500 mètres nage libre.
Aux Jeux africains de 2015 à Brazzaville, il est médaillé d'argent du 400 mètres quatre nages. Il participe ensuite aux Jeux olympiques de 2016 à Rio de Janeiro où il est éliminé en séries du 400 mètres quatre nages. 
Il remporte aux Championnats d'Afrique de natation 2021 à Accra la médaille de bronze sur 4 × 100 mètres quatre nages mixte et sur 4 x 100 mètres quatre nages.